# Hillsize

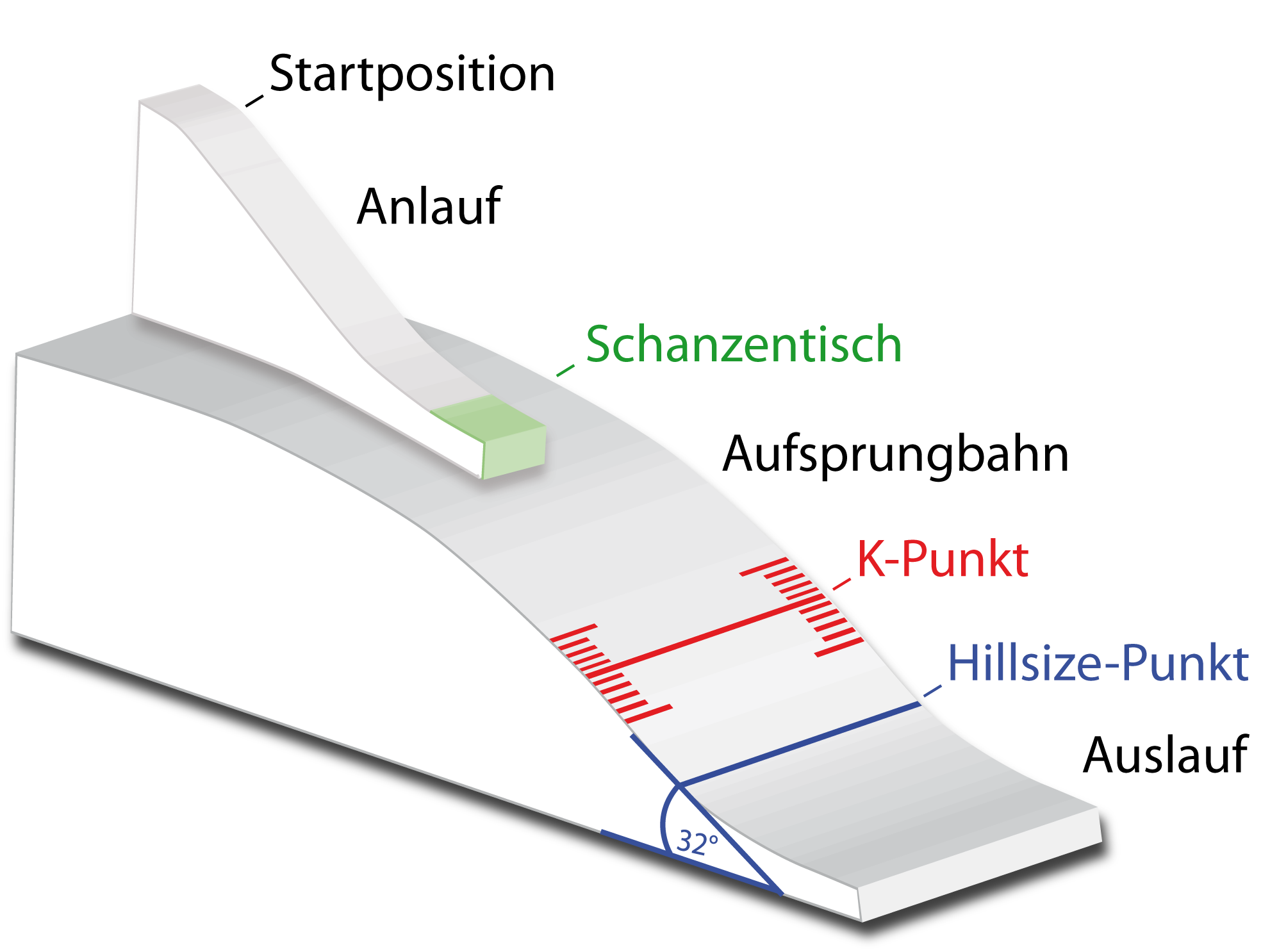
Schema einer Skisprungschanze

Längsprofil einer Schanze. Die Landezone beginnt bei P und endet bei L.
K = K-Punkt, L = Hillsize-Punkt, HS = Hillsize.

Die Hillsize (englisch hill size, „Schanzengröße“, zu ski jumping hill, „Skisprungschanze“), kurz HS, ist beim Skispringen das wichtigste Maß für die Größe einer Skisprungschanze. Die Hillsize ist die Distanz zwischen dem Schanzentisch und dem Ende des Landebereichs. Sie wird nicht als gerade Strecke gemessen, sondern entlang der Oberfläche der Aufsprungbahn. Das Ende des Landebereichs wird Hillsize-Punkt genannt.
Die Hillsize gilt als die maximale Sprungweite, bei der für einen guten Skispringer noch eine sichere Landung möglich ist. Einzelne Sprünge gehen über die Landezone hinaus, obwohl dies vermieden werden soll. Beispielsweise übertrifft der aktuelle Schanzenrekord auf der Bergiselschanze (138 Meter) die Hillsize um 10 Meter.

## Hillsize und Schanzenkategorie
Sprungschanzen werden heute anhand der Hillsize klassifiziert. Die Schanzenkategorie entscheidet darüber, welche Wettbewerbe auf der Schanze laut FIS ausgetragen werden können.
Früher diente der Konstruktionspunkt (K-Punkt), genauer: die K-Punkt-Weite, zur Klassifizierung der Schanzen. Die Hillsize ist seit der Wintersaison 2004/2005 das Kriterium für die Schanzenkategorie. Der Anlass der Umstellung war, dass die Springer immer größere Weiten erzielten, so dass der K-Punkt mit den Sprungweiten nicht mehr viel zu tun hatte. FIS-Renndirektor Walter Hofer erklärte damals: „Es wurde in letzter Zeit immer unverständlicher, dass man bei einem K-Punkt von 120 dann oft über 140 m weit springen kann.“
Die Schanzen werden nach der Hillsize wie folgt eingeteilt (die „zugehörigen K-Punkt-Weiten“ sind rechnerische Werte):
| Bezeichnung       | Hillsize (HS)    | Zugehörige K-Punkt-Weite (w) |
| ----------------- | ---------------- | ---------------------------- |
| Kleine Schanzen   | 49 m und kleiner | 44 m und kleiner             |
| Mittlere Schanzen | 50 m bis 84 m    | 45 m bis 75 m                |
| Normalschanzen    | 85 m bis 109 m   | 76 m bis 98 m                |
| Großschanzen      | 110 m bis 145 m  | 99 m bis 130 m               |
| Flugschanzen      | 185 m und größer | 166 m und größer             |

## Verhältnis zur K-Punkt-Weite
Die Hillsize (HS) ist in der obenstehenden Tabelle rund 11 % größer als die K-Punkt-Weite (w). Die „zugehörigen K-Punkt-Weiten“ wurden anhand eines Verhältnisses von w/HS = 0,9 berechnet, das bei der Konstruktion einer neuen Schanze heute standardmäßig angesetzt wird.
Die folgenden Beispiele verdeutlichen, dass das Zahlenverhältnis bei bestehenden Schanzen nicht genau 0,9 beträgt. Die drei Großschanzen haben dieselbe K-Punkt-Weite, unterscheiden sich aber in der Hillsize:
| Schanze             | Ort        | Hillsize (HS) | K-Punkt-Weite (w) | w/HS | Referenz |
| ------------------- | ---------- | ------------- | ----------------- | ---- | -------- |
| Bergiselschanze     | Innsbruck  | 128 m         | 120 m             | 0,94 |          |
| Schattenbergschanze | Oberstdorf | 137 m         | 120 m             | 0,88 |          |
| Rukatunturi-Schanze | Kuusamo    | 142 m         | 120 m             | 0,85 |          |

## Neigungswinkel
Der Neigungswinkel der Aufsprungbahn am Hillsize-Punkt hängt von der Schanzengröße ab. Bei Normalschanzen beträgt er 32 Grad, bei Großschanzen 31 Grad und bei Flugschanzen etwa 27 bis 28 Grad.